# Diana Lucaci
Diana Lucaci (n. 2 ianuarie 1977, Arad)
Studii: Facultatea de Arte, Universitatea de Vest Timișoara, secția Arte textile. Absolventă la clasa prof. Magda Ziman, sesiunea Iunie 2000.

## Biografie și expoziții
Expoziții de grup:
1996 Expoziție de tapiserie, Muzeul
Etnografic Timișoara, România
1997 Student Fest, Timișoara, România
1997 Textil’97, Tg. Mures, România
1997 Expoziție de tapiserie, Biblioteca de
Arta,Timișoara, România
1998 Expoziție de tapiserie, Universitatea de
Vest Timișoara, România
1998 Textil’98, Tg. Mures, România
1999 Art Fest, Ineu, România
1999 Salonul de iarnă, Galeria Națională
Delta, Arad, România
2000 Salonul de iarnă, Galeria Națională
Delta, Arad, România
2002 “Grup 21”, Galeria Națională Delta, Arad,
România
2007 “Grup 21”, Galeria Națională Delta, Arad,
România

## Lucrări și cronică
|  | Abordând tehnici variate, pornind de la desen, tehnică mixtă, tuș colorat, acuarelă, ajungând la tapiserie Diana Lucaci reușește să creeze un univers în care imaginea devine poezie reușind să-l transpună pe privitor într-o altă lume. Imaginile aparent simple, în care artista de cele mai multe ori recurge la elementele de bază ale limbajului plastic dezvăluie profunzimi nebănuite. Pornind de la elemente cum ar fi: punctul, spirala, rombul sau triunghiul, des întâlnite în arta populară românească și având o încărcătură simbolică ce face trimitere la întregul univers existențial, sau scara, simbol ascensional clasic, ce desemnează urcarea întru cunoastere, o elevatie integrată a intregii ființe, artista invită la reflecție. Din punct de vedere plastic Diana Lucaci optează pentru un limbaj abstract liric, în care predomină simplitatea, modalitate de exprimare ce se potrivește perfect universului tematic abordat. Ceea ce este remarcabil însa, e felul în care, reușește să îmbine siguranța gestului cu acuratețea liniei și rafinamentul cromatic. Linia, susține compozițiile, este fină, de o delicatețe ce atinge fragilitatea chiar, dar în același timp sigură, fermă și în mod paradoxal puternică, imprimând caracter lucrărilor. Este element de bază atunci când descrie forme simbol ce amintesc de creațiile populare vechi în lucrări precum Lumina, Trei semințe, sau este accent rafinat atunci când subliniază picturalitatea în lucrări precum cele din seria Scara. Cromatica sa este reprezentată de tonuri rafinate de albastru, brun, verde așternute în transparențe delicate sau ocru și galben opac așernut pe suprafețe ce se apropie de decorativ. În lucrările de tapiserie ale Dianei Lucaci, rafinamentul cromatic și expresivitatea elementelor de limbaj plastic dobândesc o consistență tangibilă, mai aproape prin formă de lumea materială dar păstrându-și substratul spiritual profund prin conținut. | — Ioana Țugulea |